# Flughafen Sivas-Nuri Demirağ

i8
i11
i13
Der Flughafen Sivas-Nuri Demirağ (türkisch Sivas Nuri Demirağ Havalimanı, IATA-Code: VAS, ICAO-Code: LTAR) ist ein türkischer Flughafen nahe der Stadt Sivas. Der Flughafen ist nach dem wichtigsten türkischen Geschäftsmann Mühürzâde Mehmed Nuri Bey benannt, welcher um 1923 zahlreiche, wichtige Projekte in der jungen Republik Türkei realisierte, wie unter anderem die erste Flugzeugfabrik. Er wird durch die staatliche DHMI betrieben.

## Geschichte
Der Flughafen ging 1957 in Betrieb und ist nach zahlreichen Umbauten und Erweiterungen weiterhin in Betrieb. Während das Hauptaugenmerk anfangs auf die Militärluftfahrt gelegt wurde, wird der Flughafen inzwischen zivil und, wenn auch rückläufig, militärisch genutzt. Heute wird der Flughafen im Zivilluftverkehr fast ausschließlich für innertürkische Flügen genutzt. Nach drei Jahren Bauzeit wurde 2010 das neue Flughafenterminal eingeweiht. Damit wurden Flüge ins Ausland möglich, da der Flughafen vorher nicht internationale Standards aufwies.

## Flughafengelände
Der Flughafen verfügt über einen Terminal mit einer Kapazität von 620.000 Passagieren im Jahr, eine befestigte Start- und Landebahn, die ein Instrumentenfluglandesystem (ILS) besitzt und einen Kontrollturm. Das zentrale Vorfeld hat eine Größe von 44 × 150 Meter.
Die ihm zugeordnete Stadt Sivas liegt etwa 22 bis 23 Kilometer entfernt. Sie ist mit Taxi, Privatwagen oder Flughafenbus zu erreichen.